# نمکین (فیلم)
نمکین یا شور (به هندی: Namkeen) و (به انگلیسی: Salty) فیلمی هندی محصول سال ۱۹۸۱ و به کارگردانی گلزار است. در این فیلم بازیگرانی همچون سانجیو کومار، شارمیلا تاگور، شبانه اعظمی و وحیده رحمان ایفای نقش کرده‌اند.